# 拉扎尔·卡冈诺维奇

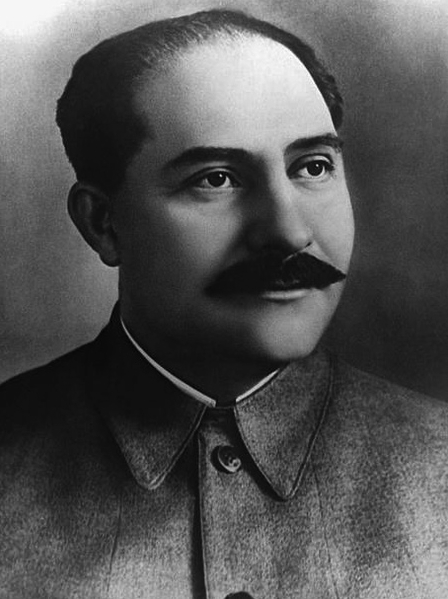

拉扎尔·莫伊谢耶维奇·卡冈诺维奇（羅馬化：Lazar Moiseyevich Kaganovich；1893年11月22日—1991年7月25日），苏联政治家。卡冈诺维奇曾经是斯大林的主要伙伴。被视为在列宁死后，斯大林所培养的中央委员会亲信之一。作为最后一个老布尔什维克，卡冈诺维奇直到1991年才去世，他的一生几乎与苏联历史一样长。1961年，他因反赫魯曉夫去斯大林化政策被開除蘇聯共產黨黨籍，他是斯大林主義一詞創始人。

## 生平
出生在帝俄基辅省西部拉多梅什利的卡班纳村（位于今基辅州维什霍罗德区和切尔诺贝利隔离区内），哥哥有米哈伊尔·莫伊谢耶维奇·卡冈诺维奇，兄弟四人在20岁前都加入了布尔什维克。1911年加入俄罗斯社会民主工党（布）之后，在乌克兰各地的制鞋厂和皮革厂建立了一连串共产主义小组。1917年春担任顿涅茨克苏维埃副主席。十月革命爆发时，卡冈诺维奇是戈梅利市党组织的领导人，并被推举为全俄苏维埃三大代表。俄国内战时，任下诺夫哥罗德省和沃罗涅日省的一把手，后任突厥斯坦自治共和国领导人。 1924年，卡冈诺维奇当选为俄共（布）中央组织局委员兼书记处书记，1925年兼任乌克兰共产党（布）第一书记。1928年任莫斯科州委第一书记。1930年到1935年，卡冈诺维奇担任莫斯科州委和市委书记、政治局委员。1934年联共十七大出任中央监察委员会主席和政治局外事委员会主席。从1935年到1944年，先后担任交通、重工业、燃料工业、石油各部人民委员。
1947年任乌克兰共产党第一书记。1948年被任命为国民经济技术装备供给委员会主席，负责大工业企业的重建。在联共十九大上也进入了中央主席团排在第九位。
1953年斯大林去世后，任苏联部长会议副主席兼建筑物资工业部长和劳动与工资国家委员会主席。1957年6月底，在苏共中央主席团的倒赫鲁晓夫行动失败，被划入“反党集团”。出任在索利卡姆斯克的乌拉尔钾肥工厂厂长。 1961年10月，苏共二十二大通过了将卡冈诺维奇开除出党的决议，回到了莫斯科住在伏龙芝滨河大街公寓退休。
自从1961年被开除党籍之后，卡冈诺维奇多次写信给时任领导人请求恢复党籍，他写过给赫鲁晓夫，勃列日涅夫，契尔年科和戈尔巴乔夫，但全部信件都没有得到回复。
1991年7月25日，卡冈诺维奇在莫斯科去世，享壽97岁。五個月後蘇聯就解體了。

## 制造乌克兰大饥荒
卡岡诺维奇（与维亚切斯拉夫·莫洛托夫一起）参加了1930年的全乌克兰党大会，并被赋予执行集体化政策的任务，造成1932-33年的灾难性饥荒。同样的政策也对苏维埃中亚哈萨克斯坦共和国，库班地区，克里米亚，伏尔加河下伏地区和苏联其他地区造成了巨大的痛苦。作为苏联共产党中央委员会的特使，卡岡诺维奇前往乌克兰，苏联中部地区，北高加索和西伯利亚，要求加快对所谓富农进行集体化和镇压，富农被指责拖慢了集体化进程。 拉斐尔·莱姆金律师在他的《乌克兰的苏联大屠杀》一书中，将大饥荒的真相和极权政权的种族灭绝行为告诉纽伦堡审判法庭。

## 冷血拉扎尔
在20世纪30年代后期的各种会议上，他要求加大对“外来间谍”和“破坏者”的追查力度。 由于他在执行斯大林命令时的冷酷无情，他被称为“冷血拉扎尔”。 在1934至1938年的大清洗时期，卡岡诺维奇签署了383个处决命令中的188个。